# Востриков, Артём Сергеевич
Артём Сергеевич Востриков (род. 23 марта 1983, Тольятти, Куйбышевская область) — российский хоккеист, нападающий. Тренер.

## Биография
Сын Сергея Вострикова. Воспитанник тольяттинской «Лады», первый тренер — заслуженный тренер России Николай Николаев. Выступал за клубы «Лада-2» (1999/2000 — 2001/02, 2002/03, 2005/06), «Лада» (2001/02, 2005/06, 2010/11), ЦСК ВВС (2001/02, 2005/06, 2011/21, 2012/13), «Спартак» Москва (2002/03), «Крылья Советов» (2003/04 — 2004/05), «Динамо» Минск (Белоруссия, 2005/06), «Зауралье» (2006/07 — 2007/08), «Молот-Прикамье» (2007/08), «Кристалл» Саратов (2008/09), «Витебск» (Белоруссия, 2009/10), «Рязань» (2012).
Окончил Тольяттинский государственный университет по специальности «Физическая культура». Окончил высшую школу тренеров.
Тренер в школе «Лады» (2013—2014). С 2014 года — тренер детской команды «Спортград» (Отрадный). Тренер в команде МХЛ «Ладья»(2018/19).